# Jerold Promes
Jerold Promes (Amsterdam, 9 marzo 1984) è un ex calciatore olandese di origini surinamesi, di ruolo difensore.

## Carriera
Ha giocato nella prima divisione olandese.

## Palmarès

### Club

#### Competizioni nazionali
- Eerste Divisie: 1

VVV-Venlo: 2016-2017